# Xenimpia fletcheri
Xenimpia fletcheri är en fjärilsart som beskrevs av Claude Herbulot 1954. Xenimpia fletcheri ingår i släktet Xenimpia och familjen mätare. Inga underarter finns listade i Catalogue of Life.